# Sion
Sion (njemački: Sitten) je glavni grad švicarskog kantona Valais.

## Stanovništvo
Grad ima 35 650 stanovnika (stanje na dan 31. prosinac 2022).

## Vanjske poveznice
- Službene stranice grada  Arhivirana inačica izvorne stranice od 9. kolovoza 2017. (Wayback Machine) (fr.)